# Gears
Gears (dawniej Google Gears) – oprogramowanie (w wersji beta) firmy Google, które między innymi umożliwia dostęp do stron, aplikacji webowych, serwisów internetowych w trybie offline, mimo że są one przeznaczone do oglądania w trybie online. Firma Google wycofała się obecnie ze stosowania  tej technologii i dąży do zrealizowania podobnych funkcji za pomocą technologii HTML5. 
Gears nie jest osobną aplikacją, tylko rozszerzeniem do popularnych przeglądarek internetowych. 
Gears zostało wydane na licencji BSD. Jest otwartym i bezpłatnym oprogramowaniem.

## Komponenty
Głównymi składnikami komponentami Gears są:
- Database - moduł bazy danych (relacyjna baza SQLite), która umożliwia zapisywanie informacji podczas pracy w trybie offline oraz późniejszą synchronizację.
- WorkerPool - moduł umożliwiający wykonywanie skryptów JavaScript w tle. Worker jest to podobny do wątku w aplikacjach desktopowych, jednakże ma różnego rodzaju ograniczenia.
- LocalServer - moduł do przechowywania w wewnętrznej pamięci podręcznej zasobów takich jak pliki HTML, pliki JS, obrazki. Nie należy mylić tej pamięci z pamięcią podręczną przeglądarki, gdyż jest to zupełnie co innego. Nawet gdy wyczyścimy pamięć podręczną przeglądarki, to zasoby z wewnętrznej pamięci podręcznej Gears pozostaną nietknięte
- Desktop - moduł pozwalający na interakcje pomiędzy aplikacją webową a pulpitem w systemie operacyjnym. Możliwe jest np. stworzenie skrótu na pulpicie do aplikacji sieciowej (czyli do strony internetowej).

## Aplikacje
Aplikacjami wspierającymi Gears są między innymi Google Reader, Google Docs, Gmail (moduł Gmail Offline w laboratorium), Google Calendar, YouTube (multiupload), Picasa, Zoho Writer, Remember The Milk, MySpace (przeszukiwanie poczty).

## Obsługiwane przeglądarki
Gears dostępne jest dla użytkowników Firefoksa, Internet Explorera i Safari. Było dostępne również dla Google Chrome, lecz obecnie obsługa Gears w Chrome  została wyłączona.